# Ceratophyllus nanshanensis
Ceratophyllus nanshanensis är en loppart som beskrevs av Tsai Liyuen, Pan Fenchun et Liu Chuan 1980. Ceratophyllus nanshanensis ingår i släktet Ceratophyllus och familjen fågelloppor. Inga underarter finns listade i Catalogue of Life.